# Clavioline
De clavioline is een elektronisch toetsinstrument, een voorloper van de analoge synthesizer. Het instrument werd uitgevonden door de Franse ingenieur Constant Martin in 1947.
Het instrument bestaat uit een toetsenbord en een aparte versterker en luidsprekereenheid. Het toetsenbord omvat meestal drie octaven, en heeft een aantal schakelaars waarmee de toon van het geproduceerde geluid kan worden veranderd (bv. het toevoegen van vibrato, een typerend kenmerk van het instrument).